# Yosep VII Ghanima
Yosep Ghanima (Mosul, 29 gennaio 1881 – Baghdad, 8 luglio 1958) è stato patriarca della Chiesa caldea col nome di Yosep VII.

## Biografia
Nativo di Mosul nel nord dell'Iraq, fu ordinato sacerdote il 15 maggio 1904. Ricevette l'ordinazione episcopale il 10 maggio 1925 e fu vescovo ausiliare del patriarca caldeo Yosep Emmanuel II Thoma fino alla morte di questi nel 1947. Il 17 settembre di quell'anno fu scelto dal sinodo della Chiesa caldea come successore di Yosep Emmanuel II; tale elezione fu approvata e confermata da papa Pio XII il 21 giugno 1948. Morì l'8 luglio 1958.
Durante il suo regno, la sede del patriarcato fu trasferita da Mosul a Baghdad.

## Genealogia episcopale e successione apostolica
La genealogia episcopale è:
- Arcivescovo Yukhannan VIII Hormizd
- Vescovo Isaie Jesu-Yab-Jean Guriel
- Arcivescovo Augustin Hindi
- Patriarca Yosep VI Audo
- Patriarca Eliya XIV Abulyonan
- Patriarca Yosep Emmanuel II Thoma
- Patriarca Yosep VII Ghanima

La successione apostolica è:
- Arcivescovo Joseph Gogué (1954)
- Arcivescovo Ephrem Gogué (1954)
- Vescovo Souleyman Sayegh (1954)
- Arcivescovo Gabriel Ganni (1956)
- Vescovo Thomas Reis (1957)
- Patriarca Rafael I Bidawid (1957)
- Arcivescovo André Sana (1957)